# Combat (Torchwood)
Pour les articles homonymes, voir Combat (homonymie).
Combat (Combat) est le onzième épisode de la série anglaise de science-fiction Torchwood.

## Synopsis
Un groupe d'êtres humains semble vouloir capturer des Weevils. Parallèlement à l'enquête, la vie de couple de Gwen semble battre de l'aile, et Owen traverse une période de dépression.

## Liens avec la sérieDoctor Who
- Le scénariste, Noel Clarke a tenu le rôle de Mickey Smith durant les saisons 1 et 2 de Doctor Who.
- Lorsque Mark Lyn recherche des infos sur Owen, il utilise un moteur de recherche appelé search-wise.net. Si le site existe vraiment, il a été créé spécifiquement pour ne pas citer de marque dans les programmes et les films. Search-wise.net est utilisé dans l'épisode Rose lorsque Rose Tyler fait des recherches sur le Docteur.

## Continuité
- Mark dit à Owen que « ...quelque chose vient des ténèbres... » reprenant quasiment mot pour mot ce que disait Suzie Costello dans Ils tuent encore Suzie.
- Le dialogue entre Rhys et Gwen lorsqu'elle lui fait avaler une pilule d'amnésie a des similarités avec ce qu'elle disait à Jack lorsqu'il lui effaçait ses souvenirs dans Tout change.
- On retrouve des pizzas Jubilee Pizza.

## Musique
- Over and Over par Hot Chip : jouée en arrière-plan dans la première scène de bar.
- Hodges, le décédé possède une sonnerie Crazy Frog sur son mobile (Ce qui amène une remarque comique de Jack).
- Assassin par Muse lors de l'entrée d'Owen dans le club de combat.